# Раковица (община)
Вижте пояснителната страница за други значения на Раковица.
Община Раковица (на сръбски: Општина Раковица) е градска община, част от Белградски окръг. Заема площ от 31 km2.

## География
Раковица е разположена в долината на Топчидерска река, в частта където Раковски поток се влива в реката.

## История и име
За първи път селище на територията на днешна Раковица се споменава в преброяване на населението в Отоманската империя през 1560 г. като село Влаха. Смята се, че Раковица е основана през първата половина на ХІХ век от преселници от пиротското село Раковица. Йован Цвиич посочва Раковица като едно от шопските или торлашките села около Белград, запазили и в началото на ХХ век част от своите особености. Постепенно селото се развива като предградие и впоследствие - квартал на Белград, една от най-индустриализираните части на столицата.